# Сен-Мартен, Антуан Жан де
Антуан Жан де Сен-Мартен (фр. Antoine Jean de Saint-Martin; 1791—1832) — французский востоковед.
В 1820 г. опубликовал «Новые изыскания об эпохе смерти Александра и о хронологии Птолемеев» (фр. Nouvelles recherches sur l'époque de la mort d'Alexandre et sur la chronologie des Ptolémées), представляющую собой полемику с хронологией, предложенной в книге Жака-Жозефа Шампольона «Анналы Лагидов» (фр. Annales des Lagides, ou Chronologie des Rois Grecs d'Egypte; 1819).Автор книг «Разыскания о жизни и деяниях Леона, последнего царя армян» (фр. Recherches sur la vie et les aventures de Léon, dernier roi des Arméniens; 1825), «Размышления об одном месте у Саллюстия относительно персидского происхождения мавров и многих других народов Северной Европы» (фр. Observations sur un passage de Salluste relatif à l'origine persane des Maures et de plusieurs autres peuples de l'Europe septentrionale; 1828).
Член Академии надписей и изящной словесности (1820). Один из трёх соучредителей «Азиатского общества» (фр. Société asiatique; 1822, вместе с Юлиусом Клапротом и Жаном Пьером Абель-Ремюза), главный редактор его журнала «Journal Asiatique».